# Simone Chapuis-Bischof
Simone Chapuis-Bischof, née le 16 mars 1931 à Bâle et morte le 9 octobre 2023, est une enseignante et militante suisse, qui s'est engagée en faveur des droits des femmes. Son action s'est portée en premier lieu sur l'égalité salariale, puis s'est élargie au suffrage féminin et à d'autres thèmes.

## Biographie

### Origines et famille
Simone Chapuis-Bischof naît Simone Bischof le 16 mars 1931 à Bâle. Elle est originaire d'Eggersriet, dans le canton de Saint-Gall. Son père, Josef Bischof, est employé de banque ; sa mère se nomme Elsa Mabille avant son mariage.
Lorsqu'elle a huit ans, sa famille s'installe à Lausanne, où elle réside depuis.
Elle est mariée à un enseignant, Olivier Chapuis, arrière-petit-fils de Charles Secrétan, avec qui elle a un fils.

### Études et parcours professionnel
Elle a une double licence en pédagogie et en sciences humaines et sociales. 
Elle se dirige vers l'enseignement après avoir obtenu un brevet d'enseignement. En 1957, Simone Chapuis-Bischof est nommée maîtresse de collège, avant de devenir rédactrice au bulletin du Grand Conseil du canton de Vaud entre 1980 à 1993.

### Féminisme
Son engagement politique et féministe a commencé au sein du syndicat des services publics où était dénoncé l'écart de salaire entre les hommes et les femmes dans l'enseignement. 
Elle préside la section lausannoise de Association suisse pour les droits de la femme (ADF) de 1971 à 1975, la section vaudoise de l'ADF de 1974 au 2 février 1980 et l'ADF suisse à partir de 1988. Elle collabore à ce titre avec Antoinette Quinche et Marie-Claude Leburgue « en faveur des droits de la femme, du suffrage féminin, de l'accès des filles aux études secondaires et supérieures, de la décriminalisation de l'avortement, de l'égalité hommes-femmes , des quotas».
Dans une entrevue accordée à la revue Nouvelles questions féministes, Simone Chapuis-Bischof souligne : « On essayait de mettre un pied partout où c'était possible. On a également convoqué la presse et on a fait suffisamment de bruit pour que les journaux parlent de la discrimination qui résultait de l'uniformité de l'augmentation salariale, laquelle creusait l'écart entre les salaires féminins et masculins ».
Le 3 mars 2015, Simone Chapuis-Bischof se voit remettre le Mérite cantonal vaudois.

### Mort
Elle meurt le 9 octobre 2023.

## Prix et distinction
- 2011 : Prix d'honneur « Femme exilée, femme engagée » décernée par la ville de Genève [9].
- 2015 : Mérite Cantonal Vaudois[8].

## Publication
- Simone Chapuis-Bischof et Christiane Mathys-Reymond, 1907-2007 : 100 pages d'histoire, Lausanne, Association vaudoise pour le suffrage féminin - Association vaudoise pour les droits de la femme, 2007, 114 p. (ISBN 9782839903080)